# Alfredo Vasconcelos
Alfredo Vasconcelos is een gemeente in de Braziliaanse deelstaat Minas Gerais. De gemeente telt 6.300 inwoners (schatting 2009).

## Aangrenzende gemeenten
De gemeente grenst aan Barbacena, Desterro do Melo, Ressaquinha en Senhora dos Remédios.

## Verkeer en vervoer
De plaats ligt aan de radiale snelweg BR-040 tussen Brasilia en Rio de Janeiro.